# 예림디자인고등학교
예림디자인고등학교(藝林디자인高等學校)는 대한민국 서울특별시 구로구 궁동에 있는 사립 고등학교이다.

## 학교 연혁
- 1966년 3월 1일 : 진원권 초대 학교장 취임
- 1966년 3월 1일 : 서울시 중구 남대문로 5가 한광상업전수학교 설립(설립자 진인권)
- 1971년 11월 5일 : 서울시 중구 남대문로 5가 655번지에 35개 교실 신축 이전
- 1974년 1월 5일 : 학교법인 인권학원 설립
- 1974년 1월 12일 : 문교부장관 고등학교 학력인정 지정 학교 인가
- 1975년 12월 5일 : 주간 8학급, 야간 8학급 학급 증설 인가(총 48학급)
- 1983년 2월 10일 : 한광여자상업학교 교명 변경
- 1990년 12월 28일 : 구로여자실업고등학교 설립 인가
- 1991년 2월 28일 : 서울시 구로구 궁동 110-1에 교사 신축 이전
- 1993년 2월 28일 : 한광여자상업학교 폐지
- 1994년 3월 1일 : 경기여자실업고등학교 교명 변경
- 1997년 3월 1일 : 경기여자정보산업고등학교 교명 변경
- 1998년 3월 1일 : 구로여자정보산업고등학교 교명 변경
- 2011년 3월 1일 : 교육청지원형 특성화 학과 개편 운영[시각디자인과(1), 인터넷정보과(2), 의료사무관리과(2), 의료영상미디어과(1)]
- 2011년 8월 8일 : 교육청지원형 특성화 학교 선정[시각디자인과(2), 웹디자인과(2), 의료사무관리과(2)]
- 2012년 3월 1일 : 학과개편운영[시각디자인과(2), 웹디자인과(2), 의료사무관리과(2)]
- 2012년 12월 8일 : 예림(藝林)디자인 고등학교 교명변경 인가 승인
- 2013년 3월 1일 : 예림(藝林)디자인 고등학교 교명변경
- 2015년 2월 10일 : 제46회 졸업
- 2019년 3월 4일 : 제17대 김종필 교장 취임

## 설치 학과
- 시각디자인과
- 만화애니메이션과
- 패션스타일리스트과
- 콘텐츠디자인과
- 게임그래픽디자인과

## 참고 자료
- 예림디자인고등학교 - 한국교육학술정보원 학교알리미